# Карпатски скорпион
Карпатският скорпион (Euscorpius carpathicus) е вид скорпион от семейство Euscorpiidae. Видът е описан за пръв път през 1767 г. от шведския естествоизпитател Карл Линей. Един от ранните български зоолози Степан Юринич е първият, който записва видовете от България през 1905 г.

## Разпространение и местообитание
Видът е разпространен в Румъния (Карпатите).

## Описание
Карпатският скорпион има кафяво тяло и червеникави крака и опашка. На дължина достига до 3 – 4 cm.

## Хранене
Тези скорпиони ловуват нощем. Хранят се с насекоми.

## Размножаване
Женската носи малките на гърба си.

## Отрова
Отровата на карпатския скорпион не е опасна за човешкия живот, но при хора с алергия към някоя от нейните съставки, може да настъпи анафилактичен шок.